# Peeraphat Phasook
Peeraphat Phasook (thailändisch พีรภัทร์ ผาสุข, * 16. Mai 2001) ist ein thailändischer Fußballspieler.

## Karriere
Peeraphat Phasook spielte die Saison 2020/21 beim Hua Hin City FC. Der Verein aus Hua Hin spielte zuletzt in der dritten Liga. Hier trat Hua Hin in der Western Region an. Für den Drittligisten absolvierte er zehn Drittligaspiele. Zu Beginn der Saison 2021/22 wechselte er in die zweite Liga. Hier unterschrieb er einen Vertrag beim Erstligaabsteiger Sukhothai FC. Sein Zweitligadebüt für den Verein aus Sukhothai gab Peeraphat Phasook am 2. Oktober 2021 (6. Spieltag) im Heimspiel gegen den Chiangmai FC. Hier wurde er in der Nachspielzeit für Piyarat Lajungreed eingewechselt. Sukhothai gewann das Spiel 4:1. Am Ende der Saison 2021/22 feierte er mit dem Verein die Vizemeisterschaft und den Aufstieg in die erste Liga. Nach insgesamt acht Ligaspielen wechselte er im Juli 2023 nach Pattaya zum Zweitligaaufsteiger Pattaya United FC.

## Erfolge
Sukhothai FC
- Thailändischer Zweitligavizemeister: 2021/22  ▲